# Phaeothyriolum microthyrioides
Phaeothyriolum microthyrioides är en svampart som först beskrevs av Georg Winter, och fick sitt nu gällande namn av H.J. Swart 1986. Phaeothyriolum microthyrioides ingår i släktet Phaeothyriolum och familjen Microthyriaceae.   Inga underarter finns listade i Catalogue of Life.